# Шоссе 77 (Израиль)
Шоссе 77 (ивр. כביש 77‎, также Шоссе им. Ицхака Шамира ивр. כביש יצחק שמיר‎) — израильское шоссе, ведущее с востока на запад в северной части Израиля, пересекающее Нижнюю Галилею в районе долины Бейт-Нетуфа. Шоссе ведет от развязки Тель-Кашиш в Изреельской долине до Тверии, ее длина составляет 48 километров. На протяжении 6 километров в своей западной части шоссе 77 представляет собой автомагистраль. В 2019 году шоссе было присвоено имя премьер-министра Израиля Ицхака Шамира. 

## История
Восточный участок шоссе, от Кфар-Каны через перекрёсток Голани до Тверии, представляет собой старую дорогу, построенную еще во времена Британского мандата. Этот участок был основным маршрутом, соединявшим Восточную Галилею и Тверию с остальной частью страны через Назарет.
План среднего участка шоссе от перекрёстка ха-Мовиль (который теперь стал развязкой) до перекрёстка Голани (теперь развязка) существовал еще в начале 1970-х годов, но даже к 1973 году его прокладка так и не началась из-за бюджетных причин. Этот участок дороги был проложен позже и открыт для движения в марте 1980 года.
Участок шоссе от развязки ха-Мовиль до Рамат-Ишая был проложен в 1983—84 годах и открыт для движения в 1985 году.
В июле 2009 года начались работы по улучшению и расширению дороги до четырёх полос, а в январе 2011 года шоссе 77 (на участке от развязки Ишай до развязки ха-Мовиль, которая стала развязкой в июле 2011 года) стало одним из первых шоссе с ограничением скорости 100 километров в час, хотя оно и не являлось автомагистралью.
В 2012 году на шоссе произошла автокатастрофа, в которой погибло восемь человек.

## Галерея
- Вид на восток от шоссе 77
- Шоссе 77 возле водохранилища Эшколь, январь 2019 года
- Развязка Ципорит, январь 2019 года
- Перекрёсток Шомир (слева) и перекрёсток Алоним (справа)
- Развязка Ишай и справа Рамат-Ишай
- Развязка Голани, январь 2019 года
- Шоссе 77
- Фотография виадука, проходящего над шоссе 77